# Hemistola unicolor
Hemistola unicolor är en fjärilsart som beskrevs av Thierry-mieg 1915. Hemistola unicolor ingår i släktet Hemistola och familjen mätare. Inga underarter finns listade i Catalogue of Life.